# Nemadoras humeralis
Nemadoras humeralis är en fiskart som först beskrevs av Kner, 1855.  Nemadoras humeralis ingår i släktet Nemadoras och familjen Doradidae. Inga underarter finns listade i Catalogue of Life.